# 사이먼 프레이저 대학교
사이먼 프레이저 대학교(영어: Simon Fraser University, SFU)는 캐나다 브리티시컬럼비아주 버너비에 있는 공립 대학이다. 서리와 다운타운 밴쿠버에도 캠퍼스가 있다.
1965년에 세워졌으며 1년 3학기 제도를 시행하고 있다. 전미 대학 체육 협회(NCAA)에 참가하고 있는 유일한 캐나다의 대학이다. 사이먼 프레이저 대학교는 매클린스의 연간 대학 순위에서 1993년, 1996년~1998년, 2000년, 2008년~2013년, 2015년~2017년에 의학대학과 박사학위 프로그램이 적은 중간규모 대학 순위에서 1위를 차지했다. 2018년 기준으로 왕립 캐나다 학회 회원 43명, 로즈 장학생 3명, 퓰리처상 수상자 1명을 배출했다.

## 역사

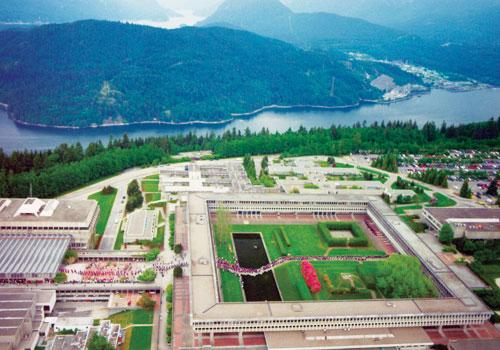
버너비 캠퍼스의 항공 사진

사이먼 프레이저 대학교는 하버드 대학교 교수직과 브리티시컬럼비아 대학교 총장을 지낸 존 B. 맥도널드가 1962년에 낸 보고서 브리티시컬럼비아 주의 고등교육과 미래를 위한 계획(Higher Education in British Columbia and a Plan for the Future)의 추천에 따라 세워졌다. 존 B. 맥도널드는 브리티시컬럼비아주의 로워메인랜드 지역에 새 대학을 세울 것을 추천했고 브리티시컬럼비아 주의회는 1963년 3월 1일 버너비에 대학을 세우는 것을 찬성했다. 대학의 이름은 모피 무역업자이자 탐험가였던 사이먼 프레이저에서 따와 프레이저 대학교(Fraser University)으로 정해졌으나 약칭인 FU가 비속어인 Fuck You와 비슷하다는 이유로 오늘날의 이름으로 바뀌었다. 같은 해 5월에 사이먼 프레이저 대학교의 초대 총장으로 고든 슈럼이 임명됐고, 슈럼은 브리티시컬럼비아주 정부에 버너비 산 정상을 새 대학 부지로 추천했다. 1964년 봄부터 대학 부지 공사가 시작됐으며 1965년 9월 9일 2,500여 명의 학생들을 받고 문을 열였다.
1989년 밴쿠버 캠퍼스(SFU Vancouver)를, 2002년에는 서리 캠퍼스(SFU Surrey) 캠퍼스를 열었다. 2009년 캐나다 대학으로는 최초로 전미 대학 체육 협회에 가입했다. 2015년 9월 9일에 개교 50주년을 맞이했고, 그동안 13만여 명의 학생들이 사이먼 프레이저 대학교를 졸업했다.

## 구성
캠퍼스는 주 캠퍼스인 버너비 캠퍼스(Burnaby Campus)를 비롯해 밴쿠버 캠퍼스, 서리 캠퍼스 등 세 곳으로 이루어져 있다. 사이먼 프레이저 대학교에는 다음 여덟 학부가 있다.
- 응용과학부(Faculty of Applied Science)
- 인문사회과학부(Faculty of Arts and Social Science)
- 경영대학(Beedie School of Business)
- 언론영상기술학부(Faculty of Communication, Art and Technology)
- 교육학부(Faculty of Education)
- 환경학부(Faculty of Environment)
- 자연과학부(Faculty of Science)
- 보건과학부(Faculty of Health Sciences)

사이먼 프레이저 클랜(Simon Fraser Clan)이라는 별칭을 가진 운동부(미식축구, 축구, 야구, 크로스컨트리, 수영, 소프트볼, 배구, 레슬링)가 활동을 하고 있다.

## 교육 및 연구

### 평가
사이먼 프레이저 대학교는 캐나다 내 대학을 평가하는 매클린스 연간 대학 순위에서 대학원 과정 설치된 대학 (중간 규모 대학) 중에 최상위권으로 뽑혔다.
2017년 세계 대학 학술 순위에서 세계 401-500위를, 2018년 QS 세계 대학 순위에서 세계 245위를, 타임스 고등교육 세계 대학 평가에서 세계 251-300위를, 《U.S. 뉴스 & 월드 리포트》 세계 대학 평가에서 세계 282위를 기록했다.